# Hledá se žena
Hledá se žena – drugi album studyjny czeskiego zespołu pop rockowego Mandrage. Wydany został 23 listopada 2009 roku przez wytwórnię płytową Universal Music. W ramach promocji wydawnictwa, do piosenek "Hledá se žena" oraz "Už mě víckrát neuvidíš" zrealizowano teledyski.

## Lista utworów
Opracowano na podstawie materiału źródłowego.
1. "Mozek" – 2:54
2. "Místo tmy je venku šero" – 2:54
3. "Hledá se žena" – 3:26
4. "Už mě víckrát neuvidíš" – 3:20
5. "Nežijem na poušti" – 3:10
6. "Andělem" – 3:23
7. "Bezejmenný dav" – 3:22
8. "Jsem tu sám" – 3:26
9. "Píseň z Marsu" – 3:56
10. "Potichu" – 4:06
11. "Mozek" (Radio Mix) – 3:10

## Twórcy
- Vít Starý – wokal prowadzący, gitara rytmiczna
- Pepa Bolan – gitara prowadząca, wokal wspierający
- Michal Faitl – gitara basowa
- Matyáš Vorda – perkusja
- František Bořík – instrumenty klawiszowe

## Pozycje na listach
| Państwo | Lista            | Najwyższa pozycja |
| ------- | ---------------- | ----------------- |
| Czechy  | Albums – Top 100 | 38                |